# Kieler Neueste Nachrichten
Die Kieler Neuesten Nachrichten waren seit Ende des 19. Jahrhunderts die auflagenstärkste Tageszeitung in Kiel.
Die Zeitung wurde 1894 unter dem Namen „General-Anzeiger für Schleswig-Holstein“ vom Geologie-Professor Johannes Lehmann-Hohenberg gegründet, der damit eine Plattform für den Nationalsozialen Verein Friedrich Naumanns schaffen wollte.
Verlagsdirektor wurde der Major a. D. Hermann Weiße, als verantwortlicher Redakteur wurde der ehemalige Volksschullehrer Wilhelm Schwaner angestellt. Beide waren wie Lehmann-Hohenberg überzeugte Anhänger Moritz von Egidys und dessen sozialethischen Veröffentlichungen. Am 1. Mai 1895 wurde die Zeitung in Kieler Neueste Nachrichten umbenannt. Im September 1896 legte Schwaner nach Differenzen mit Lehmann-Hohenberg über die finanzielle Schieflage des Unternehmens seine Tätigkeit nieder und wechselte zur Berliner Reform von Martin Glünicke. Neuer Chefredakteur wurde der Bodenreformer Adolf Damaschke.
1897 musste Lehmann-Hohenberg die Zeitung verkaufen. Sie ging in den Besitz des sächsischen Großverlegers Gottlieb Paul Leonhardt über, der sie zu einem klassischen Generalanzeiger machte. Laut Damaschkes Biograf „verlor die Zeitung damit ihre sozial- und lebensreformerische Tendenz“.
Das Blatt gab sich nun parteipolitisch unabhängig und zugleich kaisertreu. Zwischen 1895 und 1910 stieg die Auflage von 7500 auf rund 70.000. Die Kieler Neuesten Nachrichten erschienen bis 1945. Heute bezeichnen sich die Kieler Nachrichten als Nachfolger der Kieler Neuesten Nachrichten.